# 北蘭丁 (加利福尼亞州)
北蘭丁（英語：North Landing）是位於美國加利福尼亞州莫諾縣的一個非建制地區。該地的面積和人口皆未知。

## 地理
北蘭丁的座標為37°38′07″N 118°44′40″W / 37.63528°N 118.74444°W，而該地的平均海拔高度為2073米（即6801英尺）。